# Берзин, Юлий Соломонович
Юлий Соломонович Берзин (1904—1942) — советский писатель, драматург и прозаик.

## Биография
Родился в Полоцке в еврейской семье, окончил юридический факультет Ленинградского университета. В начале 20-х годов служил в РККА. Литературным трудом занимался с 1926 года, опубликовал ряд книг. Первой из них был издан роман «Форд» (1927), главный герой которого — авантюрист, во многом напоминающий Остапа Бендера. Входил в литературную группу «Смена», был членом Союза писателей СССР.
10 февраля 1938 года был арестован в Ленинграде по обвинению в том, что «с 1930 года являлся активным участником антисоветской право-троцкистской организации среди писателей Ленинграда» (статьи 58-8, 58-10, 58-11 УК РСФСР). Постановлением Особого совещания при НКВД СССР от 2 июля 1939 года был приговорён к заключению в ИТЛ сроком на 8 лет. Был отправлен в Севвостлаг.
16 мая 1942 года Военный трибунал войск НКВД при Дальстрое приговорил его к расстрелу по обвинению в том, что вёл «антисоветскую пораженческую агитацию», и он был казнён 11 июня 1942 года.
По первому делу был реабилитирован в 1957 году, по второму — в 1990 году
22 ноября 2015 года в Санкт-Петербурге на фасаде дома 9 по набережной канала Грибоедова был установлен мемориальный знак «Последний адрес» Юлия Соломоновича Берзина.